# Arlit
Arlit é uma vila industrial e capital do departamento de Arlit na região de Agadez no centro-norte do Níger, embutida entre o deserto do Saara e da ponta leste da Air montanhas.  Ela fica 200 km ao sul pela estrada a partir da fronteira com a Argélia. A cidade tinha uma população de 69.435 no censo de 2001, e uma população estimada de 80000 em 2006.